# 酒井忠次
酒井 忠次（さかい ただつぐ）は、戦国時代から安土桃山時代にかけての三河の武将。徳川氏の家臣。
徳川四天王・徳川十六神将ともに筆頭とされ、家康第一の功臣として称えられている。

## 生涯

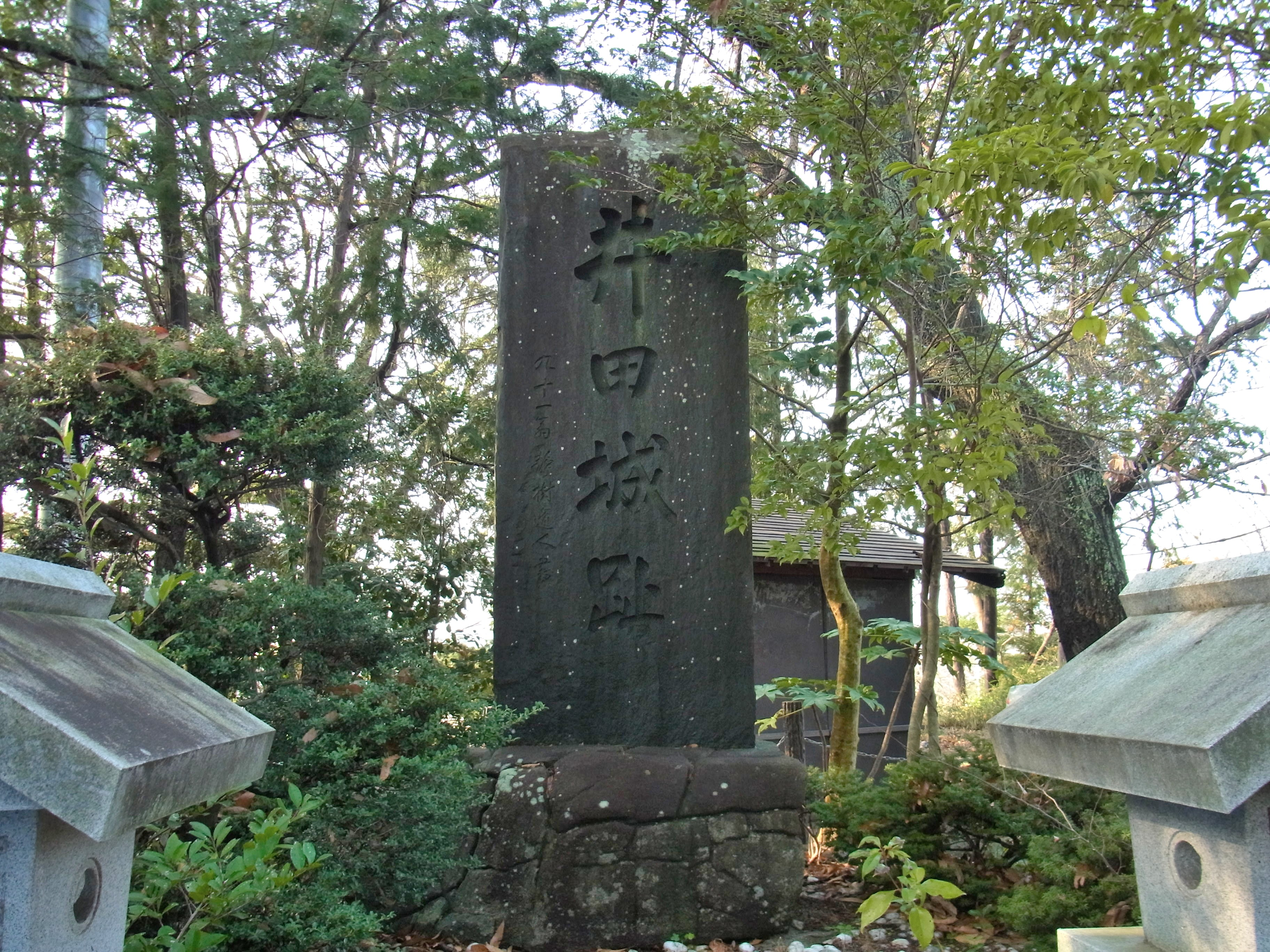
酒井忠次の生誕地である井田城址（愛知県岡崎市井田町）。

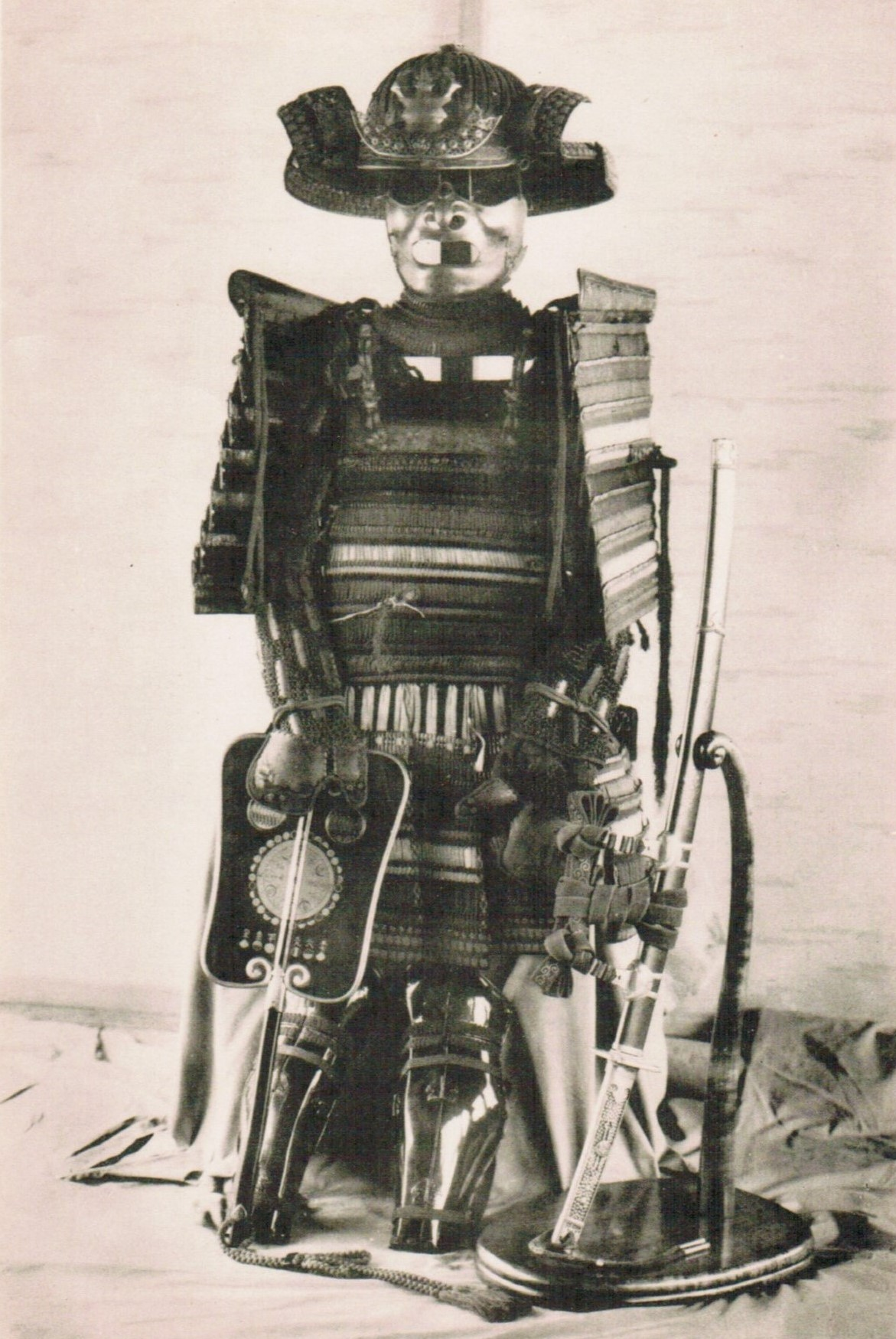
伝・酒井忠次所用の色々威胴丸（重要文化財、山形県鶴岡市・致道博物館所蔵）。

大永7年（1527年）、徳川氏の前身である松平氏の譜代家臣・酒井忠親の次男として三河額田郡井田城（愛知県岡崎市井田町城山公園）に生まれる。元服後、徳川家康の父・松平広忠に仕え、酒井小五郎、後に左衛門尉と称している。
竹千代（徳川家康）が今川義元への人質として駿府に赴く時、竹千代に従う家臣の中では酒井正親に次ぐ最高齢者（23歳）として同行した。この後、松平元信（徳川家康）の配下として仕え、弘治年間の初期頃より福谷城に住んでいる。弘治2年（1556年）、柴田勝家に2,000騎で福谷城を攻められた忠次は城外に出て戦い、激しい攻防の末、勝家を敗走させている。この福谷城攻防については、屈従時代の輝かしい武勇譚として『東照軍艦』『武徳大成記』『家忠日記』『大久保忠勝譜』『阿部忠政譜』『御年譜』『徳川実紀』など徳川家の記録類の多くに記述されている。
永禄3年（1560年）5月の桶狭間の戦いの後、徳川家の家老となり、永禄6年（1563年）の三河一向一揆では、酒井忠尚を始め酒井氏の多くが一向一揆に与したのに対し、忠次は家康に従った。永禄7年（1564年）には吉田城攻めで先鋒を務め、守将の小原鎮実を撤退させ、無血開城によって城を落とす戦功を立て、戦後、吉田城主となっている。これにより、忠次は東三河の旗頭として三河東部の諸松平家・国人を統制する役割を与えられる（西三河は石川家成）。
永禄12年（1569年）末に甲斐国の武田信玄は今川氏真の領国駿河への侵攻を行い（駿河侵攻）、徳川氏は当初武田氏と同盟し今川領国の割譲を協定していたが、忠次は武田方との交渉を担当している。
元亀元年（1570年）の姉川の戦いでは姉川沿いに陣取り、小笠原信興の部隊と共に朝倉軍に突入して火蓋を切った。元亀3年（1573年）の三方ヶ原の戦いでは右翼を担い、敵軍の小山田信茂隊と激突し、打ち破っている。天正3年（1575年）の長篠の戦いでは分遣隊を率いて武田勝頼の背後にあった鳶巣山砦からの強襲を敢行。鳶巣山砦を陥落させ長篠城を救出した上に勝頼の叔父・河窪信実等を討ち取り、有海村の武田支軍も討つ大功を挙げている。
家康の厚い信任を受けていた忠次は天正7年（1579年）に家康の嫡子・松平信康の件で織田信長からの詰問を受けたとき、大久保忠世と共に弁解の使者に立てられて安土城に赴いている。この際、忠次は信康を十分に弁護できず、信康の切腹を防げなかったと言われる。もっとも、この信康切腹の通説に関しては不自然な点や疑問点も多く、『安土日記』（『信長公記』諸本の中で最も古態をとどめ信憑性も高いもの）や『当代記』にあるように信康の切腹は家康の意思であるという説が近年では有力である（松平信康#信康自刃事件について）。
それを裏付けるように以後も家康の重臣として仕え、天正10年（1582年）6月2日に起きた本能寺の変の後、家康は信長横死後に空白地帯となった武田遺領の甲斐・信濃の掌握をはかり（天正壬午の乱）、同年6月27日には忠次を信濃へ派遣して信濃国衆の懐柔を図る（『家忠日記』）。忠次は奥三河・伊那経由で信濃へ侵攻するが、諏訪頼忠や小笠原貞慶らの離反により失敗する。
また天正12年（1584年）の小牧・長久手の戦いでは羽黒の戦いで森長可を敗走させるなど、家康の主な戦いには全て参加している。
天正13年（1585年）に同じく家康の宿老であった石川数正が出奔してからは家康第一の重臣とされ、天正14年（1586年）10月24日に家中では最高位の従四位下・左衛門督に叙位任官されている。天正16年（1588年）10月、長男の家次に家督を譲って隠居する。隠居の要因は加齢もさることながら、眼病を患い、殆ど目が見えなかったからだともいわれる。京都におり、豊臣秀吉からは京都桜井の屋敷と世話係の女と在京料として1000石を与えられ、この頃、入道して「一智」と号したと一般的に伝わっている。
慶長元年（1596年）10月28日、京都桜井屋敷で死去した。享年70。墓所は知恩院の塔頭・先求院。墓は知恩院山腹の墓地内にある。

## 人物・逸話

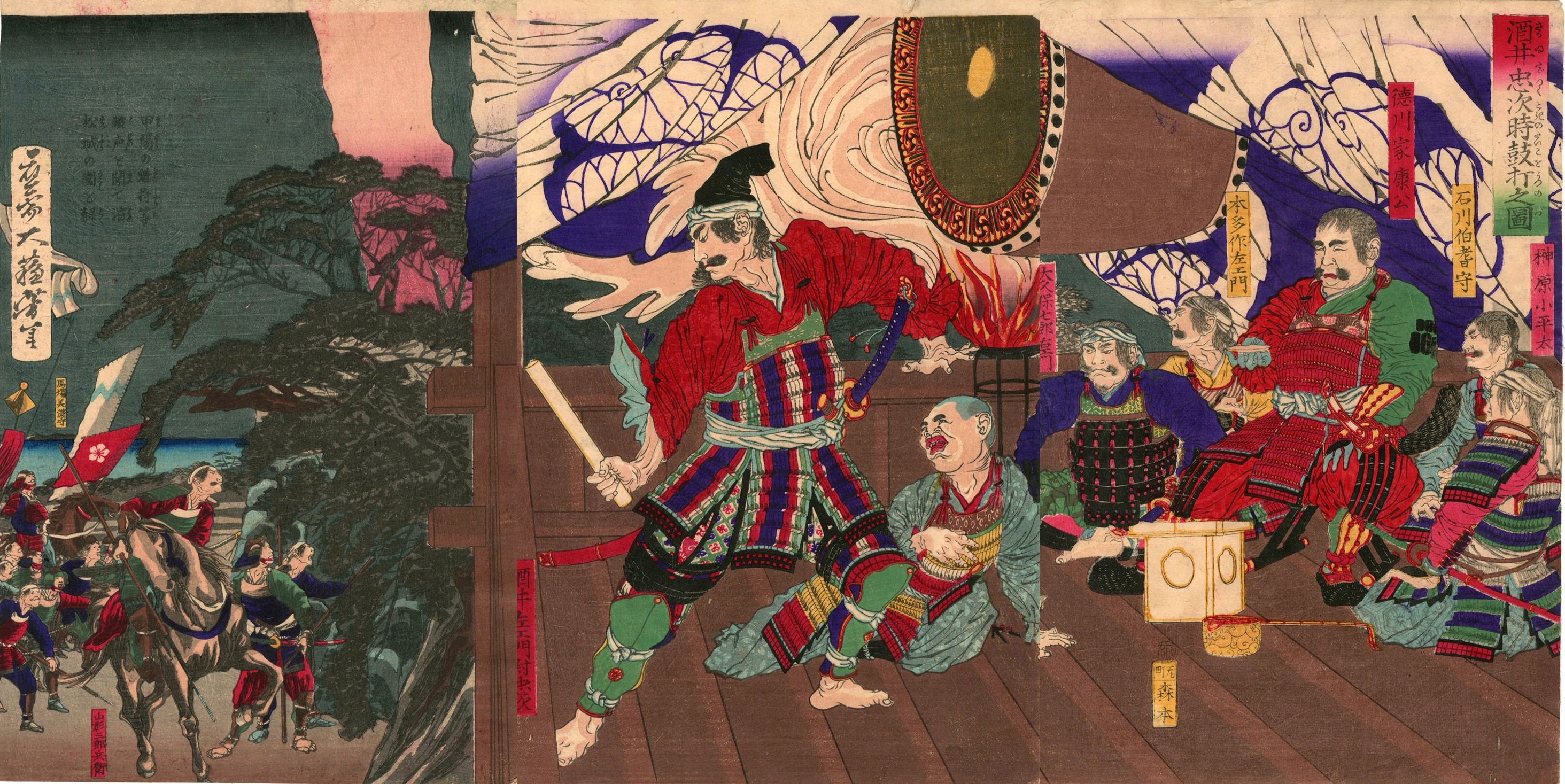
月岡芳年『酒井忠次時鼓打之図」』。三方ヶ原の戦いにて、酒井忠次（一番左）が浜松城の櫓上で太鼓を打つ様を描く。

- 元亀4年（1573年）正月、武田家から「松枯れて竹たぐひなき明日かな（松平は枯れて武田は類ないようになる将来だ）」と詠んだ句が送られてきた。家康や徳川家臣団は激怒したが、忠次はその句の要所に濁点を入れ替えて「松枯れで竹だくびなき明日かな（松平は枯れず武田は首がない将来だ）」と読み返したという。このことから、正月には門松の竹を斜めに切り落とすのが習慣になったという。
- 忠次の愛槍は「甕通槍」といい、甕もろとも突き抜けて敵を倒したという逸話がある。
- 酒井忠次の愛刀で七男の松平甚三郎（庄内藩首席家老）の家系に伝わる猪切（いのししぎり）は、村正の高弟である正真の作である（銘は「正真」の二字）[2]。若かりし頃の家康が伴を連れて狩りに出た時、忠次がこの千子正真で猪を斬ったので、茎に「猪切」の金象嵌を入れたのだという[2]。
- 海老すくいという踊りが得意であり、重臣であるにもかかわらず諸将の前で踊りを見せ、大いに盛り上げたという。天正14年（1586年）、家康が北条氏政と同盟を結ぶために伊豆三島に赴いた際の酒宴でも披露している[3]。
- 三方ヶ原の戦いでは、家康が浜松城に逃げ帰った後、忠次が城の櫓上にて太鼓を打ち鳴らして味方を鼓舞し、武田方には伏兵のあることを疑わせて引き返させたとする「酒井の太鼓」の話は、河竹黙阿弥の『太鼓音知勇三略』（後に新歌舞伎十八番の一編となる）が明治6年（1873年）3月に村山座で初演されたのが人気を博したことで知られるようになったもので、『三河後風土記』が典拠とされる。[要出典]
- 『名将言行録』巻49では他の家康譜代家臣とともに忠次の言動が紹介されている。末尾では「知勇絶倫」「開国の元老」「軍国の事は、悉く忠次に任せられけり」と称賛されている[4]。
- 長篠の戦いを前にした軍議では、忠次が鳶巣山の攻略を提案したが、信長に嘲笑された。しかし軍議が終わった後に信長は忠次を呼び戻し、鳶巣山の夜襲を命じた。これは信長が秘密の漏洩を恐れていたためであり、「流石徳川の片腕」と激賞している[5]。
  - 『常山紀談』の記述によると、長篠の戦いにおける鳶ヶ巣山砦奇襲の作戦は、信長の本営の極楽寺山で行われた軍議で忠次が発案したものであったが、信長からは「そのような小細工は用いるにあらず」と頭ごなしに罵倒され、忠次の発案は問答無用で却下された。しかし、軍議が終わって諸将が退出した後、信長は忠次を密かに呼び出し、「先ほどは、作戦の情報が武田方に漏れる恐れがあったゆえ、わざとお前の発案を却下したが、お前の発案は理にかなった最善の作戦だ。作戦の指揮はお前に任せるから、直ちに作戦を実行せよ」と命じた。戦いが終わった後、信長は忠次の活躍を賞して「前に目あるのみにあらず、後にも目あり（忠次は前だけでなく後ろにも目があるかのような活躍ぶりだ）」と述べた。しかし忠次は「偖（さて）終に後ろを見たることは之なく候（私は後ろを見たことはありませんでした）」と返した。信長は笑い、前後のはかりごとが違わなかったと言おうとして言い過ぎたと弁明し、忠次は「仰せの旨、面目あり」と言って退出したという[6]。
- 武田氏滅亡後に家康は、井伊直政を取り立てるために大半の武田家臣を付そうとした。忠次は直政に甲州侍を付ければなおますます励むであろうと賛成した。しかし榊原康政は激怒し、直政と刺し違えるとまで言い出した。これを聞いた忠次は「直政に甲州侍を付したのは主君である。軽率な行動をすれば、その方の一門を串刺しにする」と康政を叱りつけた。康政はこの言葉に服したという[7]。
- 『常山紀談』では信康の切腹事件は信長に「信康が武田氏と通じて信長を殺そうとしている。この事は忠次がよく知っている」と告げられたことが発端であるとされている。信長は信康の妻徳姫から報告された信康の悪事について忠次に問いただしたが、忠次はこれを認めた。これについては、以前忠次が信康の侍女を側室としたことから、信康の恨みを買っていたとされている。信康の守役平岩親吉は、自分が切腹してなんとか信康の助命を願い出るよう述べたが、家康は忠次がここまで言ってはなかなか聞き入れられないだろうと止めている。後に忠次は目を患って引きこもっていたが、しばらくしてから家康に拝謁し、「年老候ひぬ子を不便にさせ給え（私は年老いました。子供をどうかかわいがってください）」と言上した。家康は「信康生きて有るなら斯許心を労すまじきに、汝も子の不便なることを知りたるが怪しき（信康が生きていればこのような心労もなかったであろうに、お前も子がかわいいということを知っているのは不思議なことだ）」と述べ、忠次は言葉もなく退出したという[8]。だが信康切腹の通説に関しては不自然な点や疑問点も多く、『安土日記』（『信長公記』諸本の中で最も古態をとどめ信憑性も高いもの）や『当代記』にあるように信康の切腹は家康の意思であるという説が近年では有力である（松平信康#信康自刃事件について）。

## 系譜
酒井氏は、その祖先を遡ると松平氏の祖の親氏と兄弟と言われ（婚姻関係での兄弟とも言われる）、更には安祥譜代と呼ばれる松平家中における最古参の宿老であり、忠次も松平氏とは深い血縁関係にある。忠次の正室は家康の祖父・松平清康と夫人・於富の方の間の娘・碓井姫である。於富の方は清康の正室となる前は水野忠政の正室であり、家康の母・於大の方の実母であるから、忠次は家康にとっては父母双方の妹の夫、義理の叔父ということになる。
この碓井姫との間に家次、本多康俊といった子が生まれており、特に家督を相続した家次は下総臼井藩3万石から越後高田藩10万石となり、子孫は最終的に出羽庄内藩17万石と譜代屈指の大身として重きを成した。また、この他に庶流が出羽において3藩を立藩している。また、伊奈本多氏を継いだ康俊の系譜も幕末まで続いている。

## 酒井忠次が登場する主な作品
小説
- 川村真二『徳川四天王 家康に天下を取らせた男たち』（PHP研究所）

ドラマ
- 『太閤記』（NHK大河ドラマ、1965年 演: 明石健）
- 『おんな太閤記』（NHK大河ドラマ、1981年 演: 小松方正）
- 『徳川家康』（NHK大河ドラマ、1983年 演: 福田豊土）
- 『武田信玄』（NHK大河ドラマ、1988年 演: 中丸新将）
- 『春日局』（NHK大河ドラマ、1989年 演: 加藤治）
- 『暴れん坊将軍III』（テレビ朝日、1990年 演: 船越英二）
- 『信長 KING OF ZIPANGU』（NHK大河ドラマ、1992年 演: 林邦応）
- 『秀吉』（NHK大河ドラマ、1996年 演: 真夏竜）
- 『功名が辻』（NHK大河ドラマ、2006年 演: 森田順平）
- 『徳川家康と三人の女』（テレビ朝日、2008年 演 山田明郷）
- 『天地人』（NHK大河ドラマ、2009年 演: 飯島大介）
- 『江〜姫たちの戦国〜』（NHK大河ドラマ、2011年 演: 桜木健一）
- 『おんな城主 直虎』（NHK大河ドラマ、2017年 演:みのすけ）
- 『どうする家康』　(NHK大河ドラマ、2023年 演：大森南朋)